# Níger nos Jogos Olímpicos de Verão de 2008
Níger participou dos Jogos Olímpicos de Verão de 2008 em Pequim, na China. O país estreou nos Jogos em 1964 e em Pequim fez sua 10ª apresentação.

## Desempenho

### Atletismo
| Atleta                   | Prova                         | Elim.   | Elim. | 1/4 de final | 1/4 de final | Semifinal   | Semifinal   | Final       | Final       |
| Atleta                   | Prova                         | Res.    | Pos.  | Res.         | Pos.         | Res.        | Pos.        | Res.        | Pos.        |
| ------------------------ | ----------------------------- | ------- | ----- | ------------ | ------------ | ----------- | ----------- | ----------- | ----------- |
| Harouna Garba            | 400 m com barreiras masculino | 55s14   | 25º   |              |              | Não avançou | Não avançou | Não avançou | Não avançou |
| Rachidatou Seini Maikido | 400 m feminino                | 1m03s19 | 49º   |              |              | Não avançou | Não avançou | Não avançou | Não avançou |

### Natação
| Atleta                       | Prova                | Elim. | Elim. | Semifinal   | Semifinal   | Final       | Final       |
| Atleta                       | Prova                | Tempo | Pos.  | Tempo       | Pos.        | Tempo       | Pos.        |
| ---------------------------- | -------------------- | ----- | ----- | ----------- | ----------- | ----------- | ----------- |
| Mohamed Alhousseini Alhassan | 50 m livre masculino | 30s90 | 95º   | Não avançou | Não avançou | Não avançou | Não avançou |
| Mariama Souley Bana          | 50 m livre feminino  | 40s83 | 90º   | Não avançou | Não avançou | Não avançou | Não avançou |

### Taekwondo
Feminino
| Lailatou Amadou | −57 kg | BRA D. Nunes D DSQ | Não avançou | Não avançou | Não avançou | Não avançou | Não avançou |

Legenda
| Recorde mundial      | Recorde mundial (World record)               |                       | Recorde africano                      | Recorde africano (African) |                                           | Q | Classificado por posição (Qualified) |
| Recorde olímpico     | Recorde olímpico (Olympic record)            | Recorde da América    | Recorde da América (Americas)         | q                          | Classificado por melhor tempo (Qualified) |   |                                      |
| Melhor marca do ano  | Melhor marca do ano (World leading)          | Recorde asiático      | Recorde asiático (Asian)              | DNS                        | Não largou (Did not start)                |   |                                      |
| Recorde nacional     | Recorde nacional (National record)           | Recorde europeu       | Recorde europeu (European)            | DNF                        | Não terminou (Did not finish)             |   |                                      |
| Recorde pessoal      | Recorde pessoal do atleta (Personal best)    | Recorde da Oceania    | Recorde da Oceania (Oceania)          | DSQ / DQ                   | Desclassificado (Disqualified)            |   |                                      |
| Recorde da temporada | Recorde da temporada do atleta (Season best) | Recorde sul-americano | Recorde sul-americano (South America) | NM                         | Sem marca (No mark)                       |   |                                      |